# Opius haereticus
Opius haereticus är en stekelart som beskrevs av Fischer 1971. Opius haereticus ingår i släktet Opius och familjen bracksteklar. Inga underarter finns listade i Catalogue of Life.